# Chłabowski Potok
Chłabowski Potok – potok, prawy dopływ Olczyskiego Potoku.
Potok ma źródło na wysokości 1217 m przy dolnym końcu polany Kopieniec w polskich Tatrach Wysokich. Jest to jednak źródło okresowe. Woda w potoku pojawia się przy wyższych stanach wód i spływa początkowo w kierunku północnym, a później północno-zachodnim Dolinką Chłabowską (nazwa wprowadzona przez Władysława Cywińskiego). Przecina drogę Oswalda Balzera pomiędzy Wyżnią Chłabówką a Toporową Cyrhlą. Dopiero tutaj, w dolinie między tymi osiedlami Zakopanego pojawia się w potoku stała woda. Od drogi Oswalda Balzera Chłabowski Potok spływa w kierunku północno-zachodnim doliną między Toporową Cyrhlą po wschodniej stronie a Wyżnią Chłabówką i Niżnią Chłabówką po wschodniej stronie. Zasilany jest licznymi, niewielkimi ciekami, zwłaszcza prawostronnymi, z grzbietu Toporowej Cyrhli. Na osiedlu Huty uchodzi do Olczyskiego Potoku.
Stały bieg Chłabowskiego Potoku znajduje się w Rowie Podtatrzańskim poza Tatrami, potok zasilany jest jednak podziemnymi przepływami z Tatr, a okresowo spływa także w Tatrach.